# Cornwall (Vermont)
Cornwall – miasto w Stanach Zjednoczonych, w stanie Vermont, w hrabstwie Addison.